# Smrt v přímém přenosu
Smrt v přímém přenosu (francouzsky La Mort en direct) je sci-fi drama z roku 1980 režírované Bertrandem Taverniem v francouzsko-západoněmecké koprodukci. Předlohou se stal román The Unsleeping Eye (česky Bdělé oko) autora Davida G. Comptona.
Hlavní postavy ztvárnili Romy Schneiderová jako domněle umírající žena, která se stane hlavní postavou reality show, a kameraman, jehož hrál Harvey Keitel.
Film byl promítán na 30. ročníku Berlínského mezinárodního filmového festivalu. Ve francouzských kinech jej zhlédlo 1 013 842 diváků, což z něj činí 35. nejsledovanější snímek roku v této zemi.

## Děj
Děj se odehrává v roce 2021. Poté, co je ženě ve středním věku Katherine Mortenhoeové (Romy Schneider) diagnostikovaná nevyléčitelná nemoc s prognózou úmrtí v řádu týdnů, stane se předmětem zájmu televizní společnosti NTV. Šéf televize Vincent Ferriman (Harry Dean Stanton) inzeruje novou reality show „Smrt v přímém přenosu“, která zachycuje poslední dny umírajícího, a usiluje o získání Katherine. Jeho jediným cílem je dosáhnout co nejvyšší míry sledovanosti. Žena se stává mediálně známou a po prvotním odporu podepisuje smlouvu na několik set tisíc, aby zabezpečila manžela.
Přesto následně utíká a ukrývá se v katolickém domově pro bezdomovce. Tam je objevena a televize na ni nasazuje svého kameramana Roddyho (Harvey Keitel), který s ní naváže přátelský poměr. Roddy má v levém oku implantovanou kameru, pomocí níž je živě snímán obraz zorného pole. Tak se nic netušící Katherine stává hvězdou sledovaného pořadu. Spolu s Rodym putují krajinou, až dojdou na západní pobřeží. Žena na toto místo jezdila již jako malá, a kdysi se zde provdala za staršího muže (Max von Sydow). Když kameraman navštíví vesnickou hospodu, v níž štamgasti sledují reality-show, přepadají ho výčitky svědomí. Na noční cestě zpět za Katherine odhazuje baterku, kterou si musí svítit do oka, aby neoslepl. Ztrácí zrak.
Katherine zjišťuje pravdu a spolu s Roddym se uchyluje do domu bývalého muže. Žena smrtelnou nemocí ve skutečnosti netrpí a diagnóza byla jen dohodou filmařů a lékaře. Šéf NTV přilétá na místo a má v plánu výnosný pořad zachránit. Katherine se jej však rozhoduje porazit a spáchá sebevraždu. To je Ferrimanův konec.

## Natáčení
Natáčení probíhalo především ve skotském Glasgowě a jeho okolí, včetně glasgowského hřbitova, katedrály, bývalých královských doků na řece Clyde a městského zastupitelstva.

## Obsazení
| Romy Schneider        | Katherine Mortenhoe |
| Harvey Keitel         | Roddy               |
| Harry Dean Stanton    | Vincent Ferriman    |
| Thérèse Liotardová    | Tracey              |
| Max von Sydow         | Gerald Mortenhoe    |
| Caroline Langrisheová | dívka v baru        |
| William Russell       | doktor Mason        |
| Vadim Glowna          | Harry Graves        |
| Bernhard Wicki        | otec Katherine      |
| Robbie Coltrane       | řidič limuzíny      |